# Studia Antiquitatis Christianae
Studia Antiquitatis Christianae – czasopismo wydawane przez Akademię Teologii Katolickiej, a następnie przez Uniwersytet Kardynała Stefana Wyszyńskiego w Warszawie w latach 1977 do 2001 (tomy od 1–16), od 2004 roku reaktywowane jako seria. Prace w nim publikowane dotyczyły antyku chrześcijańskiego.